# Rotore Flettner

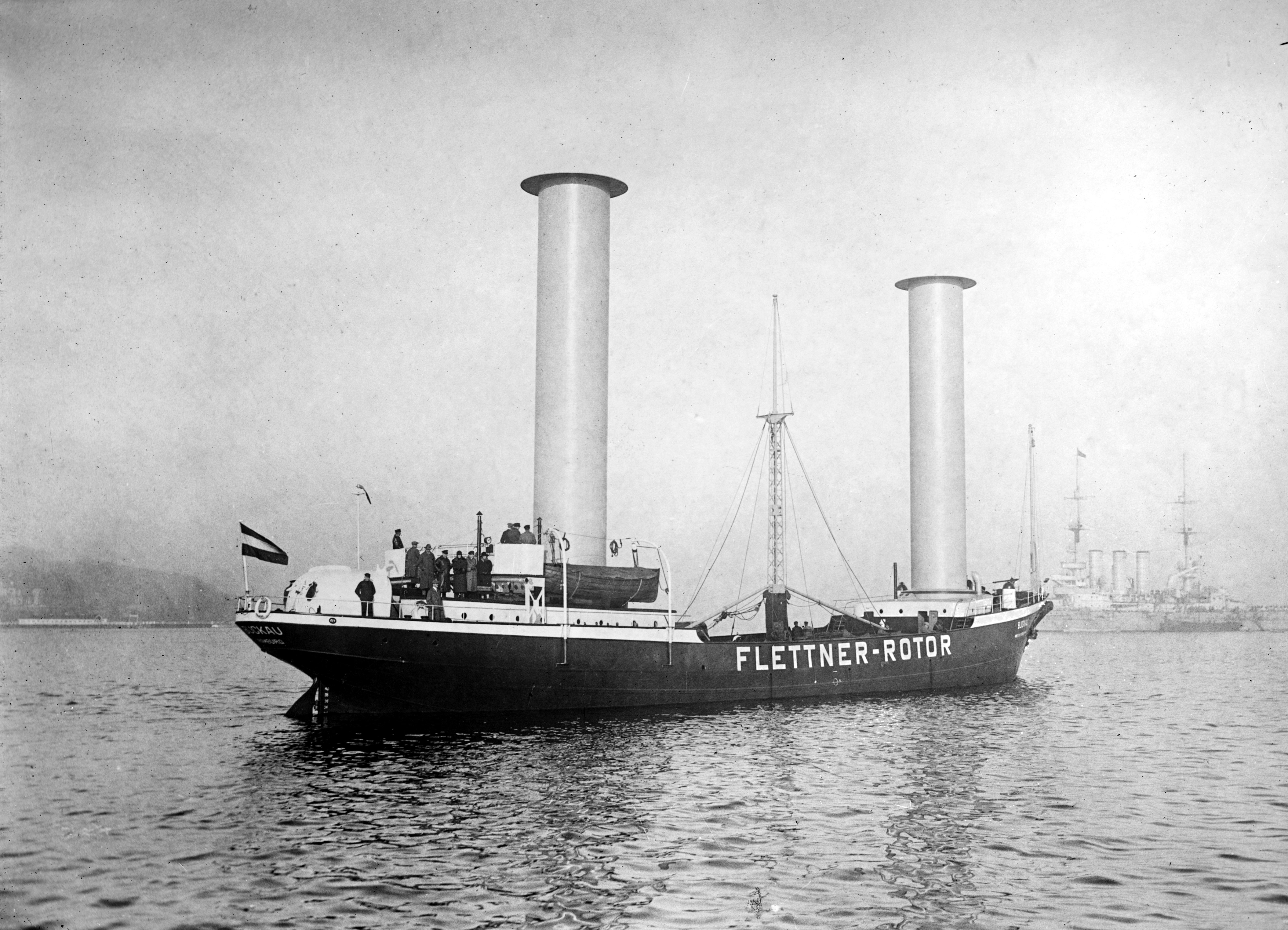
La Buckau, primo esempio di nave a rotore

Un rotore Flettner è un cilindro liscio con estremità chiuse che ruota attorno al suo asse longitudinale. Quando viene attraversato dall'aria, perpendicolarmente al flusso di essa su tutto l'asse si genera, per l'effetto Magnus, una forza aerodinamica. Il nome è dovuto al suo inventore, il tedesco Anton Flettner.

## L'effetto Magnus
L'effetto Magnus prende il nome dal tedesco Heinrich Gustav Magnus. Descrive la forza generata dal flusso del fluido nel quale è immerso un corpo rotante, perpendicolare al flusso e su tutta la lunghezza dell'asse del corpo in rotazione. Questa forza su un cilindro rotante è detta Kutta-Žukovskij, in onore di Martin Wilhelm Kutta e Nikolàj Egòrovič Žukòvskij che analizzarono l'effetto. Il rotore Flettner è uno degli esempi di applicazione di tale effetto.

## Applicazioni marine

### Nave a rotore

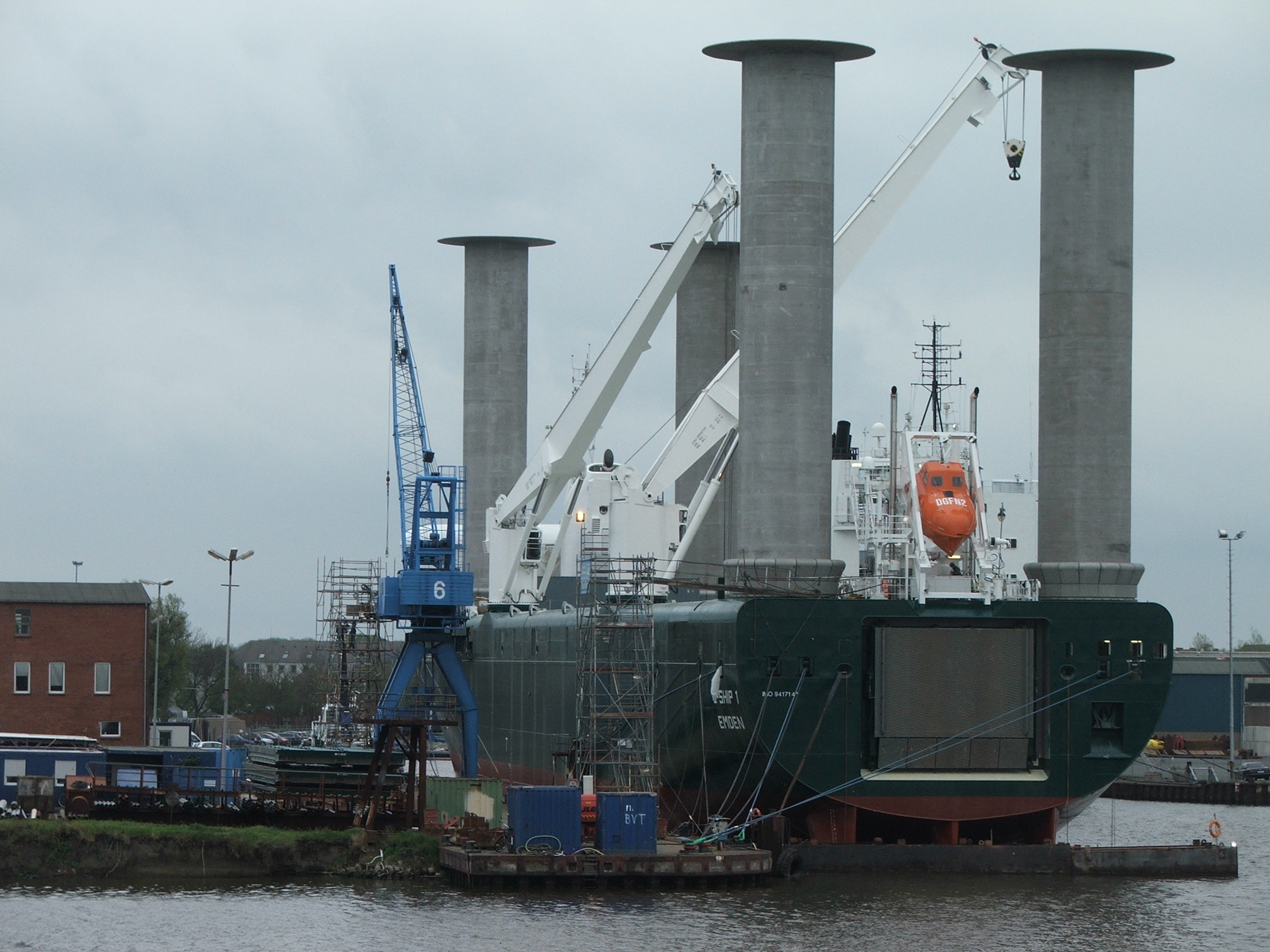
E-Ship 1

Una nave a rotore è munita di uno o più rotori Flettner montati in posizione verticale nella parte alta. Essi vengono fatti ruotare dai motori endotermici classici e agiscono similmente alle vele che spingono la nave in avanti sfruttanto la forza generata in perpendicolare rispetto all'incidenza del vento. Per una maggiore flessibilità operativa, può essere prevista un'elica subacquea alimentata in modo convenzionale. 
La prima nave di questo tipo, la Baden Baden (già Buckau), attraversò l'Atlantico nel 1925. Ma l'interesse si è risvegliato solo quando il risparmio energetico è diventato una delle principali preoccupazioni del nuovo millennio. Nel 2008 è stata varata la E-Ship 1, e si continua a costruire nuove imbarcazioni. Sono state completate diverse installazioni di rotori, tra cui quelli inclinabili per consentire il passaggio sotto i ponti. Il risparmio del carburante si aggira tra il 5 e il 20%.

### Stabilizzatore
Un rotore Flettner può essere montato sullo scafo di una nave sulla linea di galleggiamento. Emergendo lateralmente, attua stabilizzazione in alto mare. Controllando la rotazione e la direzione, si generano portanza o deportanza.

## Velivoli

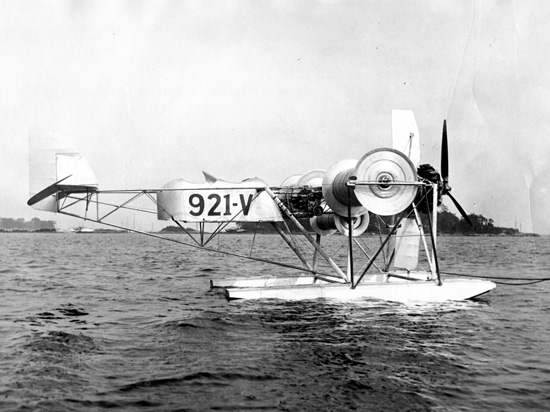
Plymouth A-A-2004 a Long Island Sound

Un aeroplano ad ala rotante porta i rotori Flettner al posto delle ali. Alcuni avevano alle estremità dei cilindri rotanti che, azionati dal motore principale, mediante l'effetto Magnus creavano portanza. Il primo fu messo in azione nel 1910 da un membro del Congresso USA, Butler Ames del Massachusetts, ma fu solo un tentativo non riuscito. Il successivo fu l'idrovolante Plymouth A-A-2004 costruito nei primi anni '30 da tre inventori di New York.